# اورمانایوو
اورمانایوو (به لاتین: Urmanayevo) یک منطقهٔ مسکونی در روسیه است که در باشقیرستان واقع شده‌است.